# Cédric Paty
Cédric Paty född den 25 juli 1981 i Châtillon-sur-Seine, Frankrike, är en fransk handbollsspelare.
Han tog OS-guld i herrarnas turnering i samband med de olympiska handbollstävlingarna 2008 i Peking.